# Laval (Isèra)
Laval és un municipi francès situat al departament de la Isèra i a la regió d'Alvèrnia-Roine-Alps. L'any 2007 tenia 934 habitants.

## Demografia

### Població
El 2007 la població de fet de Laval era de 934 persones. Hi havia 337 famílies de les quals 66 eren unipersonals (35 homes vivint sols i 31 dones vivint soles), 90 parelles sense fills, 153 parelles amb fills i 28 famílies monoparentals amb fills.
La població ha evolucionat segons el següent gràfic:
Habitants censats

### Habitatges
El 2007 hi havia 441 habitatges, 343 eren l'habitatge principal de la família, 76 eren segones residències i 22 estaven desocupats. 401 eren cases i 36 eren apartaments. Dels 343 habitatges principals, 260 estaven ocupats pels seus propietaris, 69 estaven llogats i ocupats pels llogaters i 15 estaven cedits a títol gratuït; 1 tenia una cambra, 11 en tenien dues, 51 en tenien tres, 75 en tenien quatre i 205 en tenien cinc o més. 285 habitatges disposaven pel capbaix d'una plaça de pàrquing. A 95 habitatges hi havia un automòbil i a 231 n'hi havia dos o més.

### Piràmide de població
La piràmide de població per edats i sexe el 2009 era:
| Homes | Edats   | Dones |
| ----- | ------- | ----- |
| 0     | 95 o +  | 1     |
| 2     | 90 a 94 | 2     |
| 2     | 85 a 89 | 1     |
| 5     | 80 a 84 | 2     |
| 8     | 75 a 79 | 16    |
| 17    | 70 a 74 | 17    |
| 10    | 65 a 69 | 17    |
| 7     | 60 a 64 | 13    |
| 10    | 55 a 59 | 6     |
| 31    | 50 a 54 | 29    |
| 34    | 45 a 49 | 30    |
| 39    | 40 a 44 | 28    |
| 43    | 35 a 39 | 45    |
| 32    | 30 a 34 | 34    |
| 26    | 25 a 29 | 17    |
| 13    | 20 a 24 | 20    |
| 19    | 15 a 19 | 25    |
| 38    | 10 a 14 | 36    |
| 37    | 5 a 9   | 28    |
| 28    | 0 a 4   | 37    |

## Economia
El 2007 la població en edat de treballar era de 634 persones, 492 eren actives i 142 eren inactives. De les 492 persones actives 473 estaven ocupades (252 homes i 221 dones) i 19 estaven aturades (10 homes i 9 dones). De les 142 persones inactives 47 estaven jubilades, 58 estaven estudiant i 37 estaven classificades com a «altres inactius».

### Ingressos
El 2009 a Laval hi havia 353 unitats fiscals que integraven 975,5 persones, la mediana anual d'ingressos fiscals per persona era de 22.924 €.

### Activitats econòmiques
Dels 32 establiments que hi havia el 2007, 2 eren d'empreses extractives, 1 d'una empresa de fabricació de material elèctric, 4 d'empreses de construcció, 2 d'empreses de comerç i reparació d'automòbils, 5 d'empreses d'hostatgeria i restauració, 1 d'una empresa d'informació i comunicació, 4 d'empreses financeres, 9 d'empreses de serveis, 3 d'entitats de l'administració pública i 1 d'una empresa classificada com a «altres activitats de serveis».
Dels 4 establiments de servei als particulars que hi havia el 2009, 2 eren fusteries, 1 lampisteria i 1 restaurant.
Dels 2 establiments comercials que hi havia el 2009, 1 era una botiga de menys de 120 m² i 1 una botiga de material esportiu.
L'any 2000 a Laval hi havia 18 explotacions agrícoles que ocupaven un total de 155 hectàrees.

## Equipaments sanitaris i escolars
El 2009 hi havia 2 escoles elementals.

## Poblacions més properes
El següent diagrama mostra les poblacions més properes.